# Oskar Druschel

Oskar Druschel

Oskar Druschel (* 6. August 1904 in Essen; † 28. Juni 1944 in Ponte Cinori bei Vincenzo, Italien) war ein deutscher Politiker (NSDAP).

## Leben
Druschel besuchte von 1910 bis 1917 die Volksschule in Essen-West. Danach absolvierte er eine Lehre als Drogist an der Drogisten-Fachschule in Essen. Bereits 1923 trat er in die NSDAP und SA ein. Zum 15. Dezember 1925 trat er der neu gegründeten Partei wieder bei (Mitgliedsnummer 25.140). Im Jahr 1930 wurde er SS-Mitglied (SS-Nummer 15.938).
Von 1933 bis 1935 war er Führer des Sturmbanns I der 25. SS-Standarte in Essen. Im Jahr 1933 erfolgte seine Ernennung zum SS-Sturmführer. In der Zeit von 1933 bis zu seinem Tod war er als Grubenbeamter auf der Zeche Gottfried Wilhelm in Essen-Rellinghausen tätig. In dieser Zeit war er auch Mitglied des Reichstages der NSDAP. Im Jahr 1934 wurde er zum SS-Obersturmführer und noch im gleichen Jahr zum SS-Hauptsturmführer befördert. Im Jahr 1939 meldete er sich freiwillig zum Kriegsdienst. Er fiel fünf Jahre später mit 39 Jahren in der italienischen Provinz Pisa.